# Guillem de Suècia
Guillem de Suècia, duc de Södermanland (Tullgarn 1884 - Stenhammer 1965). Príncep de Suècia amb el tractament d'altesa reial que ostentà el ducat de Södermanland per concessió reial.
Nascut a Tullgarn el dia 17 de juny de l'any 1884 essent fill del rei Gustau V de Suècia i de la princesa Victòria de Baden. Guillem era net per via paterna del rei Òscar II de Suècia i de la princesa Sofia de Nassau i per línia materna del gran duc Frederic I de Baden i de la princesa Lluïsa de Prússia.
El dia 3 de maig de l'any 1908 es casà a Tsàrskoie Seló amb la gran duquessa Maria de Rússia, filla del gran duc Pau de Rússia i de la princesa Alexandra de Grècia. La parella instal·lada a Estocolm tingué un únic fill:
- SAR el príncep Lennart de Suècia, comte de Brisgòvia, nat el 1909 a Estocolm i mort el 2004 al Castell de Mainau. Es casà en primeres núpcies amb Karin Nissvandt el 1932 a Londres de la qual es divorcià el 1972 per casar-se el mateix any al Castell de Mainau amb Sonja Haunz.

El dia 13 de març de l'any 1914 es divorcià de la seva muller. Mentre el príncep suec no es tornà a casar, la gran duquessa russa tornar a maridar-se aquesta vegada amb un príncep de l'alta aristocràcia russa amb qui tingué un segon fill.
El príncep Guillem morí a Stenhammer el dia 5 de juny de l'any 1965, set anys després que la seva exesposa.